# Darmstadt-Europaviertel
Das Europaviertel in Darmstadt bezeichnet ein Viertel westlich des Hauptbahnhofs, es grenzt im Süden an die Rheinstraße und im Norden an die Bebauung des Traubenweges.
Das Europaviertel hat eine Fläche von ca. 17 ha, befindet sich im Stadtteil Nord und gehört zum Statistischen Bezirk Waldkolonie. Neben Gewerbeflächen wurden mehrere Wohnbauprojekte umgesetzt.

## Entstehung
Im Jahr 1996 wurde ein städtebaulicher Wettbewerb durchgeführt, da durch freigewordene Flächen eines Areals der Robert Bosch GmbH, die Möglichkeit bestand das Gebiet städtebaulich neu zu ordnen. 
Im Jahr 2000 wurde die Bahngalerie am Hauptbahnhof fertiggestellt; es handelt sich um eine Verlängerung des Bahnhofs, der damit einen Eingang auf der Westseite bekommen hat. Direkt vor dem neuen Eingang wurde der Europaplatz im Jahr 2003 geschaffen.

## Einrichtungen im Europaviertel
Seit 1967 befindet sich hier das ESOC (European Space Operations Centre), von dort aus werden sämtliche ESA Satelliten betrieben. Im Jahr 1998 wurde hier das TIZ (Technologie- und Innovationszentrum) Darmstadt gegründet.